# 僕らの方程式
『僕らの方程式』（ぼくらのほうていしき）は、2008年に公開された日本映画である。

## ストーリー
鉄道研究部に所属する高校生・心平（中村優一）は鉄道模型コンテストを翌日に控え、オタク仲間のトミオ（相葉弘樹）、ユウキ（兼子舜）と共に最後の仕上げに取り掛かっていた。しかし学校一の美少女・椿（中別府葵）にラブレターを渡したばかりの心平は、彼女のことで頭がいっぱいだった。すると、鉄道模型にバスケットボールが直撃する。犯人は、イケメンのワタル（桐山漣）とタカフミ（三浦涼介）だった。やむなく3人は、徹夜で学校に居残り、作業を続けることにする。一方ワタルとタカフミは、留年のかかった追試で及第点を取るために、夜中に職員室に忍び込み、テストの問題を盗む作戦を立てていた。バンドマンに憧れている教師の秋島（永山たかし）は、友人のバンドマン・カシワ（東山光明）からライブの代打を頼まれ、引き受ける。そして2人は、夜の学校で猛練習をすることに。カシワには、車田（KYOHEI）という相棒がライブ前日に失踪したため、やむなく秋島に代打を頼んだという裏事情があった。放課後、心平が手紙に書いた通りに、椿が正門前にやってくる。心平は有頂天になるが、椿は浮かない顔をしている。夜、椿の自宅に、椿を誘拐し身代金を要求するという脅迫状が届く。日出原刑事（柳沢慎吾）が見守る中、椿の父（三上市朗）は犯人の指示に従い、金を持って奔走する。途中、林巡査（渋川清彦）に妨害されつつ、真夜中の学校に到着する。すると居残っていた心平たちやワタルたちが、誘拐犯だと勘違いされる。そして彼らは瞬く間に、学校に籠城する立てこもり犯に仕立て上げられる。さらにバンドの練習をしていたカシワや、なぜか現れた車田も巻き込んで、事態は大事になっていく……。

## キャスト
- 下倉心平：中村優一
- 園田椿：中別府葵
- 加藤トミオ：相葉弘樹
- 長谷川ユウキ：兼子舜
- 吉川ワタル：桐山漣
- 横松タカフミ：三浦涼介
- 車田哲弥：KYOHEI
- 吉村カシワ：東山光明
- 秋島了：永山たかし
- 林巡査：渋川清彦
- 園田椿の父：三上市朗
- 日出原和男：柳沢慎吾

## スタッフ
- 監督：内田英治
- 脚本：岡本貴也
- 企画・原案：米田理恵、木村元子、岡本貴也
- エグゼクティブプロデューサー：木村元子、三宅容介、林尚樹、髙橋幸正
- プロデューサー：米田理恵、堀尾星矢
- 助監督：小美野昌史
- 撮影：八重樫肇春
- 美術：木村文洋
- 録音：深田晃
- 照明：原春男
- 編集：太田義則
- 製作：「僕らの方程式」製作委員会（デジタルハリウッド、ポニーキャニオン、中部日本放送、グライドメディア）
- 主題歌：「Center of the World」Honey L Days
- 挿入歌：「the meaning of that happiness」Honey L Days、「そばにいたい」宮脇詩音、「2人だけのHappy Birtday -Honey L Days with ボクシキメンバー-」Honey L Days
- 配給：バイオタイド
- 上映時間：107分

| スタブアイコン | サブスタブ | この項目は、まだ閲覧者の調べものの参照としては役立たない、映画に関連した書きかけの項目です。この項目を加筆・訂正などしてくださる協力者を求めています（P:映画/PJ:映画）。 |